# 1585 en santé et médecine
| Années de la santé et de la médecine : 1582 - 1583 - 1584 - 1585 - 1586 - 1587 - 1588    |
| Décennies de la santé et de la médecine : 1550 - 1560 - 1570 - 1580 - 1590 - 1600 - 1610 |

Cet article présente les faits marquants de l'année 1585 en santé et médecine.

## Publications
- Jacques Guillemeau (1549-1613) publie « le premier traité des maladies de l'œil[1] en langue française[2] ».
- Samuel Eisenmenger (1534-1585), publie sa Cyclopaedia Paracelsica Christiana[3],[4].
- Deuxième édition[5], sous le titre de Trésor des remèdes secrets pour les maladies des femmes[6], des Trois livres appartenant aux infirmitez et maladies des femmes[7] (1582), de Jean Liébault (1535-1596).

## Naissances
- 12 février : Caspar Bartholin le Vieux (mort en 1629), médecin et théologien danois[8].
- 4 juillet : Jean Prévost (mort en 1631), médecin et botaniste suisse[9].
- 1er novembre : Jan Brożek (mort en 1652), mathématicien, astronome, médecin, poète, écrivain et musicien polonais[10],[11].

## Décès
- 28 février : Samuel Eisenmenger (né en 1534), médecin et mathématicien allemand[12].
- 10 mars : Rembert Dodoens (né en 1517), botaniste et médecin flamand[13].